# Grimethorpe
Grimethorpe è un paese di 1.900 abitanti della contea del South Yorkshire, in Inghilterra.